# Pramen Moravy
Pramen řeky Morava se nachází v nadmořské výšce 1380 m a to cca 325 m jihovýchodně od vrcholu hory Králický Sněžník v pohoří Králický Sněžník v Národní přírodní rezervaci Králický Sněžník a v Přírodním parku Králický Sněžník poblíž česko-polské státní hranice v České republice. Pramen se nachází asi 210 m severozápadně od zaniklé Lichtenštejnovy chaty a žulové skulptury Slůně na Králickém Sněžníku v katastru Velká Morava obce Dolní Morava v okrese Ústí nad Orlicí v Pardubickém kraji. Vodstvo řeky Moravy patří do povodí veletoku Dunaj a úmoří Černého moře.

## Historie a popis místa
Ve skutečnosti má řeka Morava (nejdelší moravská řeka) velké množství pramenů a říká se, že kolik je v roce dní, tak tolik má řeka Morava pramenů. Oficiální pramen je však jen jeden a zdrojnice se stékají v tzv. zdrojnicové míse v dolní části Velké strže. Oficiální pramen Moravy se nachází v upravené z kamení zděné a kryté studánce umístěné ve svahu Králického Sněžníku. Pramen pak vtéká do hlubokého a strmého údolí (strže) nad turistickým rozcestníkem Ve Strži, která je v zimě zároveň lavinovou dráhou, a teče směrem k Horní Moravě, Velké Moravě a Dolní Moravě. Pramen má charakter rychle tekoucího a vodnatého horského potoka a dále na toku má charakter „divoké“ říčky. V roce 1978 byla dokončena rekonstrukce pramene, který je využíván také jako chráněný zdroj pitné vody. Na kamenné zídce pramene je umístěna ocelová deska s nápisem:
| „ | ZDE JE PRAMEN ŘEKY MORAVY, KTERÁ DALA NÁZEV TÉTO ZEMI A POJMENOVALA TENTO NÁROD. MORAVANÉ. | “ |

## Další informace
Pramen Moravy je populárním turistickým cílem a leží na trase naučné stezky Králický Sněžník a dalších turistických tras. Je možné k němu dojít jen pěšky. Pokud je hezké počasí, tak od Pramene Moravy jsou hodnotné výhledy, především do hlubokého údolí oddělující východní a západní hřbet celého masivu (pohoří) Králického Sněžníku. U pramene je také umístěný informační panel. Zajímavostí je také to, že voda z pramene Moravy byla použita při stavbě zaniklé rozhledny na Králickém Sněžníku.

## Galerie

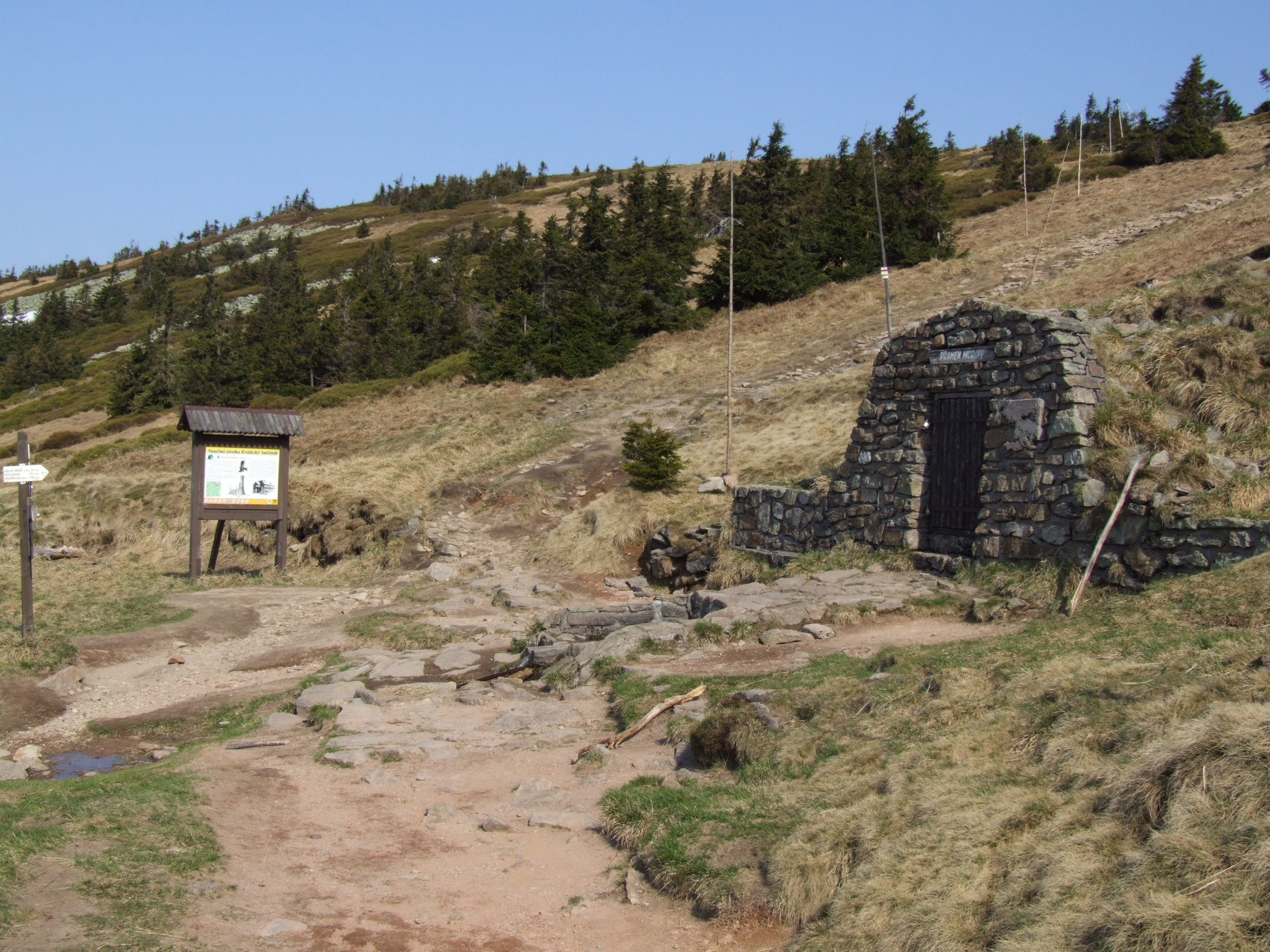
Pramen s pozadím Králického Sněžníku
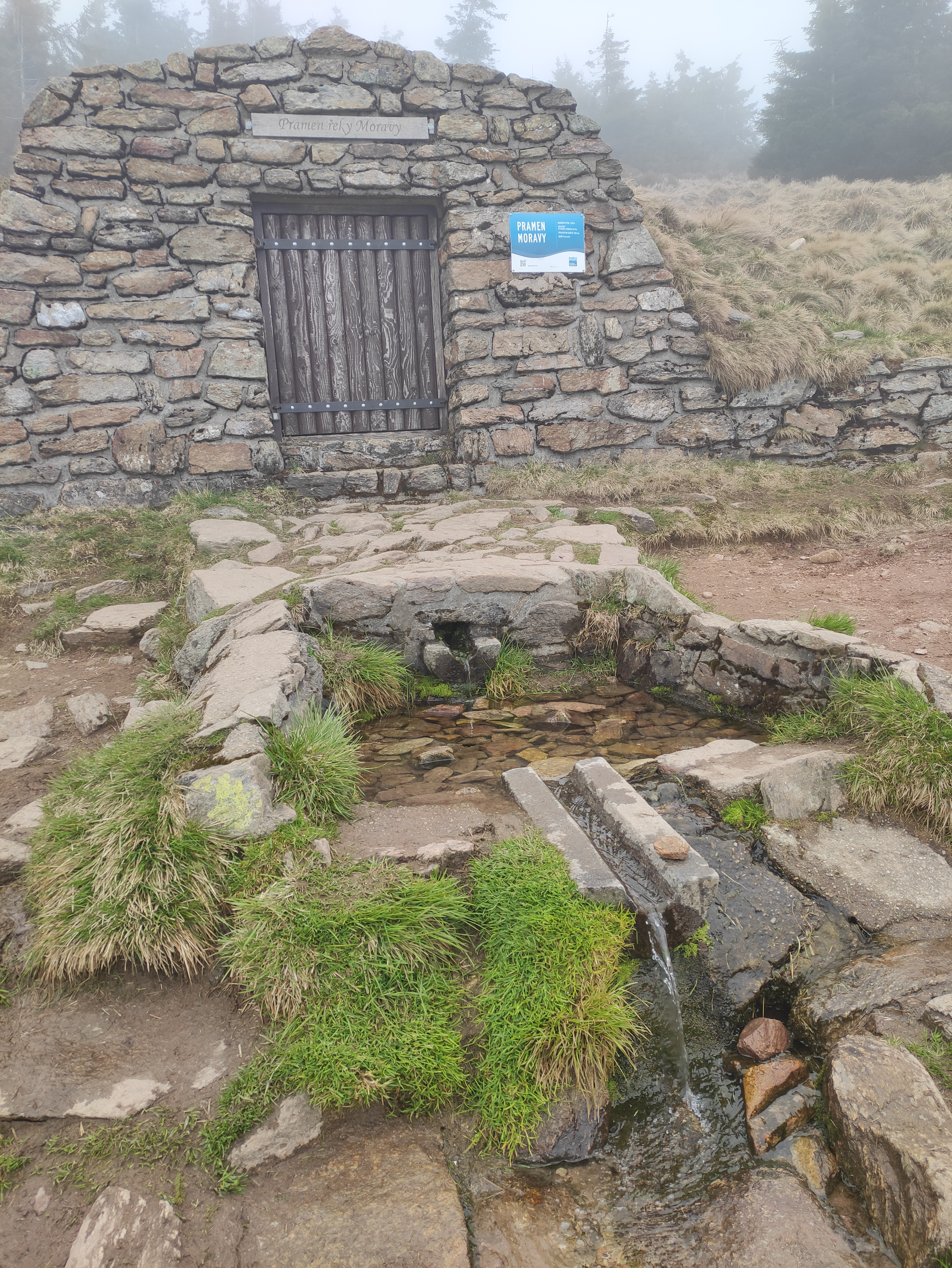
Pramen
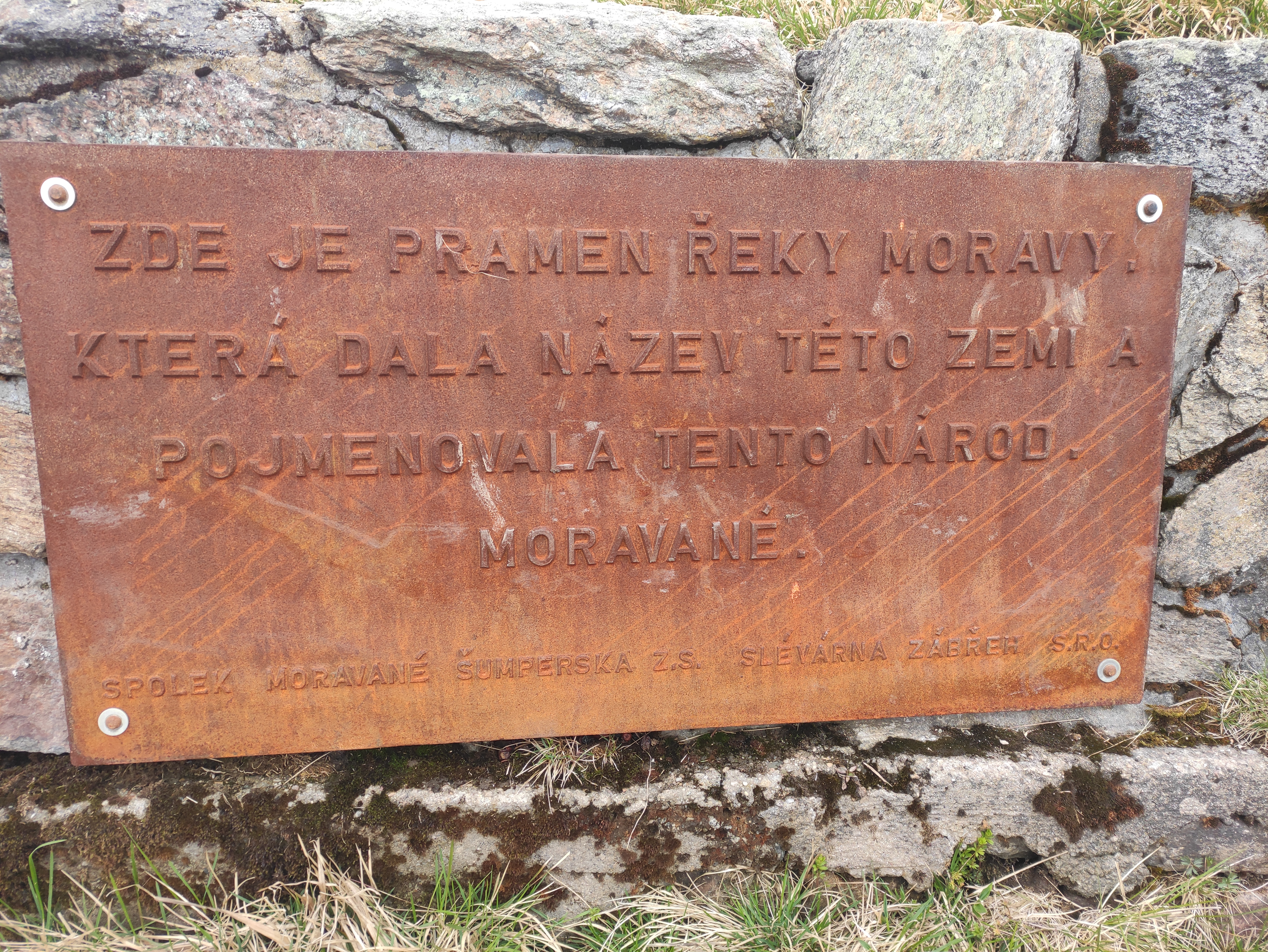
Ocelová deska umístěná u pramene